# Berryz工房&℃-ute 仲良しバトルコンサートツアー2008春 〜Berryz仮面 vs キューティーレンジャー〜
『Berryz工房&℃-ute 仲良しバトルコンサートツアー2008春 〜Berryz仮面 vs キューティーレンジャー〜』（ベリーズこうぼうアンドキュート なかよしバトルコンサートツアー2008はる ベリーズかめんバーサスキューティーレンジャー）は、Berryz工房と℃-uteの合同コンサート・ライブビデオ。

## 概要
Berryz工房と℃-uteの合同ライブの模様を収録した作品。「with Berryz工房 Tracks」「with ℃-ute Tracks」の2形態での発売

### 出演
- Berryz工房（清水佐紀、嗣永桃子、徳永千奈美、須藤茉麻、夏焼雅、熊井友理奈、菅谷梨沙子）
- ℃-ute（矢島舞美、梅田えりか、中島早貴、有原栞菜、鈴木愛理、岡井千聖、萩原舞）
- Buono!（嗣永桃子、夏焼雅、鈴木愛理）

## 日程
4月20日は一日3公演、5月3日は夜公演のみ、他は一日2公演。
- 4月20日：神奈川・横浜アリーナ
- 4月26日：愛知・中京大学文化市民会館オーロラホール
- 4月29日：愛知・愛知厚生年金会館
- 5月3日・4日：大阪・大阪厚生年金会館

## 収録曲

### DISC1
2形態共通。特記がないものは全員出演。
1. OPENING
2. ダーリン I LOVE YOU
3. スッペシャル ジェネレ〜ション
4. 大きな愛でもてなして
5. VTR映像（メンバー紹介）
6. MC（Berryz工房）
7. 涙の色（℃-ute）
8. 胸さわぎスカーレット（Berryz工房）
9. LALALA 幸せの歌（℃-ute）
10. ジンギスカン（Berryz工房）
11. 都会っ子 純情（℃-ute）
12. 付き合ってるのに片思い（Berryz工房）
13. VERY BEAUTY（菅谷、鈴木）
14. 僕らの輝き（熊井、徳永、須藤、岡井、有原）
15. サヨナラ 激しき恋（夏焼、清水、嗣永、萩原、中島、矢島）
16. MC
17. That's the POWER
18. ドドンガドン音頭
19. ホントのじぶん（Buono!）
20. 恋愛ライダー（Buono!）
21. 夏DOKI リップスティック（矢島、清水、中島）
22. まっさらブルージーンズ
23. ジリリ キテル
24. MC
25. JUMP
26. 友情 純情 oh 青春
27. MC 寸劇「ミュージックバキューマー現る!」
28. 我ら!Berryz仮面・キューティーレンジャー
29. MC
30. 桜チラリ

### DISC2
収録曲は2形態共通だが、「with Berryz工房 Tracks」ではBerryz工房の、「with ℃-ute Tracks」では℃-uteの出演シーンが収録されている。
1. ダーリン I LOVE YOU
2. JUMP
3. 友情 純情 oh 青春
4. バックステージ映像